# Protoaraneoididae
Famille
Les Protoaraneoididae sont une famille fossile d'araignées aranéomorphes.

## Distribution
Les espèces de cette famille ont été découvertes dans de l'ambre de Birmanie. Elles datent du Crétacé.

## Liste des genres
Selon The World Spider Catalog 19.5 :
- †Praeteraraneoides Wunderlich, 2018
- †Proaraneoides Wunderlich, 2018
- †Protoaraneoides Wunderlich, 2018
- †Spinipalpitibia Wunderlich, 2015

## Publication originale
- Wunderlich & Müller, 2018 : Fossil spiders (Araneae) in Cretaceous Burmese amber. Beiträge zur Araneologie, vol. 11, p. 1–167 (en).